# بولس باكيتش
پاڤلي باكيتش أو بولس باكيتش (Pavle Bakić) (بالصربية: Павле Бакић)‏ (بالمجرية: Bakics Pál)‏ (ق. 1484م - 9 أكتوبر 1537م) آخر ديسبوت يحمل لقب ديسپوت صربيا. كان أحد أبرز القادة العسكريين بين النبلاء الصرب في مملكة المجر، وقاتل ضد الدولة العثمانية في العديد من المعارك، وأبرزها معركة موهاكس 1526م ومعركة فيينا 1529م. قُتل في معركة دياكوفو 1537م.  

## حياته
كان لدى پاڤلي باكيتش تيمار (إقطاعية) عثمانية مثل والده، وكان سيد إقطاعات كبيرة حول فينكاتش (Venčac) في شوماديا (Šumadija) والتي تسمى "أرض باكيتش". كان يحظى بمكانة عالية لدى الدولة العثمانية ، وكان له الحق في تحصيل الضرائب (الخراج harač) من شعبه.
وبالتشاور مع بال توموري ولويس الثاني ملك المجر، غادر پاڤلي باكيتش أرضه مع عائلته وخمسة إخوة وعدد كبير من الصرب إلى المجر، وفي المقابل حصل على مدينة لاك (Lak) من بين ممتلكات أخرى، وشارك مع قواته في معركة موهاكس ضد العثمانيين في عام 1526م. 
بعد المعركة، لم يتقاضى الشايكاشي (Šajkaši) أجرهم مقابل خدماتهم، وهم قوات الأسطول النهري التي كانت تحرس نهري الدانوب وسافا وخاصة ميناء بلغراد، ضد الدولة العثمانية. وَبَّخ فرديناند الأول المحكمة لعدم قيامها على الأقل بدفع جزء من الراتب غير المدفوع للشايكاشي. توجه باكيتش مرة أخرى إلى فرديناند الأول محذراً إياه من أن عدم دفع أجور الشايكاشي من شأنه أن يتسبب في نفور الصرب في أراضيه، وأراضي يوحنا زابوليا والدولة العثمانية. وأبلغ فرديناند أيضًا بالاضطهاد الذي يتعرض له الصرب من قبل الموظفين والضباط النمساويين.
عندما بدأت حرب الخلافة بين فرديناند الأول ويوحنا زابوليا، انحاز پاڤلي باكيتش إلى جانب زابوليا. بعد هزيمة زابوليا في معركة توكاج (Tokaj) عام 1527م، انحاز باكيتش إلى فرديناند الأول، وظل مخلصًا له بقية حياته.  في عام 1528م، أكد فرديناند الأول ممتلكات باكيتش وإخوته وعينه قائدًا لقوات المشاة والفرسان والقوات النهرية الصربية.
أثناء حصار فيينا عام 1529م، كان الفرسان الصرب تحت قيادة پاڤلي باكيتش أول من اشتبك مع العثمانيين عندما هاجموا العاصمة.  بعد الفتح العثماني لسيرميا، لجأ رادوسلاف سيلنيك (Radoslav Čelnik) إلى أراضي باكيتش في جيور (Győr). في مواثيق عام 1534م، أكد فرديناند مرة أخرى ممتلكات باكيتش وإخوته: لاك، وجيور، وزومباثيلي، وهيدرفار (Hédervár)، وجميع الإقطاعيات التي كانت جزءًا من هذه المدن. كان قلعة جيور يديرها حليفه المجري الكونت جيورجي تشيزنيكي (Count György Cseszneky).
بحلول ذلك الوقت، كان حامل لقب ديسبوت صربيا السابق، اسطفان بيريسلافيتش (Stefan Berislavić)، قد توفي بالفعل (1535م) وكان اللقب شاغرًا. نصَّ ميثاق الملك فرديناند المؤرخ في 20 سبتمبر 1537م، على تعيين پاڤلي باكيتش كديسپوت جديد، ويدعو جميع الصرب للانضمام إلى باكيتش واتباعه كحاكم صربي. 
لم تنجح محاولات الملك فرديناند لإخراج العثمانيين من مقاطعة سلافونيا والمقاطعات الشرقية (مقاطعة بوزيغا، مقاطعة فوكوفو) بمساعدة پاڤلي. في عام 1537م، لم يتمكن باكيتش من تحرير أوسييك من العثمانيين الذين فتحوا قلعتها عام 1526م، فتراجع نحو داكوفو (Đakovo)، حيث قُتل في معركة دياكوفو أمام العثمانيين، وأرسل محمد باشا رأس باكيتش إلى اسطنبول. 

## عائلته
تزوج من تيودورا، وأنجب منها ابنتين:
- مارجيتا (Margita)، تزوجت من البارون مينيهيرت بالاسا (Baron Menyhért Balassa).
- أنجلينا (Angelina)، تزوجت من إيمري ريفاي (Révay)، الذي أصبح فيما بعد البارون إيمري تشوبور دي تشوبورزينتميهالي (Imre Czobor de Czoborszentmihály).